# Guido Bonaccini
Guido Bonaccini (Montevarchi, 3 dicembre 1892 – ...) è stato un politico italiano.

## Biografia
Nato da una famiglia modesta vive una gioventù caratterizzata da numerose difficoltà. Arruolatosi in anticipo sulla leva militare combatte in Libia e successivamente nella prima guerra mondiale col grado di tenente.
Fascista della prima ora, organizza le prime squadre d'azione del Valdarno, capeggiando varie azioni punitive e trovandosi più volte sottoposto a procedimenti penali, dai quali esce comunque sempre assolto. Nel 1922 partecipa alla marcia su Roma al comando di una squadra e successivamente è centurione e seniore della MVSN. Nel corso degli anni è stato segretario politico del Fascio di Montevarchi, vice-segretario di quello di Arezzo, direttore del settimanale Giovinezza e redattore politico del Nuovo giornale.
Nel 1929 viene candidato per la prima volta deputato, allo scopo di allontanarlo dalla sua città per il poco gradimento che incontrava nell'ambiente fascista locale. Negli anni del mandato la sua presenza a Montevarchi si limita alle celebrazioni annuali. Dopo la caduta del fascismo aderisce alla Repubblica Sociale Italiana: è stato uno dei promotori del Fascio repubblicano di Arezzo e membro del direttivo Federale del Partito Fascista Repubblicano. Ha inoltre fondato e comandato a Besozzo la brigata nera don Emilio Spinelli.
Nel dopoguerra si ritira a vita privata a Montevarchi.